# Болото Сна
Боло́то Сна (лат. Palus Somni) — лунное образование, расположенное к северо-востоку от Моря Спокойствия.
Селенографические координаты 13°41′ с. ш. 44°43′ в. д. / 13,69° с. ш. 44,72° в. д., диаметр около 163 км. На юге Болото Сна граничит с Заливом Согласия, на северо-западе — с Заливом Любви. К северо-востоку от Болота Сна расположен кратер Прокл, к юго-западу — кратер Лайелл.